# Samořezný šroub
Jako samořezné šrouby označujeme šrouby, k jejichž montáži není zapotřebí matice ani otvor v tělese s předem vyrobeným závitem. Jejich závitová část je zhotovena tak, aby si dokázala při zašroubování vyříznout nebo vytlačit v tělese potřebný závit. Používají se k zašroubování do tělesa, které je podstatně měkčí než šroub. Přestože jsou výrobně pracnější a tím i dražší než klasické šrouby, odpadají při jejich použití náklady na řezání závitů nebo na zajištění matic na špatně přístupných místech. Jsou vhodné pro málo namáhané spoje, jako je například upevnění krytů, nosičů instalace apod. Výhodou dále je, že vytvořený závit je velmi těsný, takže není třeba spoj zajišťovat proti samovolnému povolení. Nevýhodou je, že při opakované montáži může snadno dojít k poškození původního závitu, čímž se sníží nosnost spoje.

## Rozdělení
Za samořezné šrouby považujeme:
- šrouby do plechu
- závitořezné šrouby
- samovrtné šrouby
- vruty do dřeva a podobných materiálů
- šrouby samořezné speciální (speciální vruty)

### Šrouby do plechu

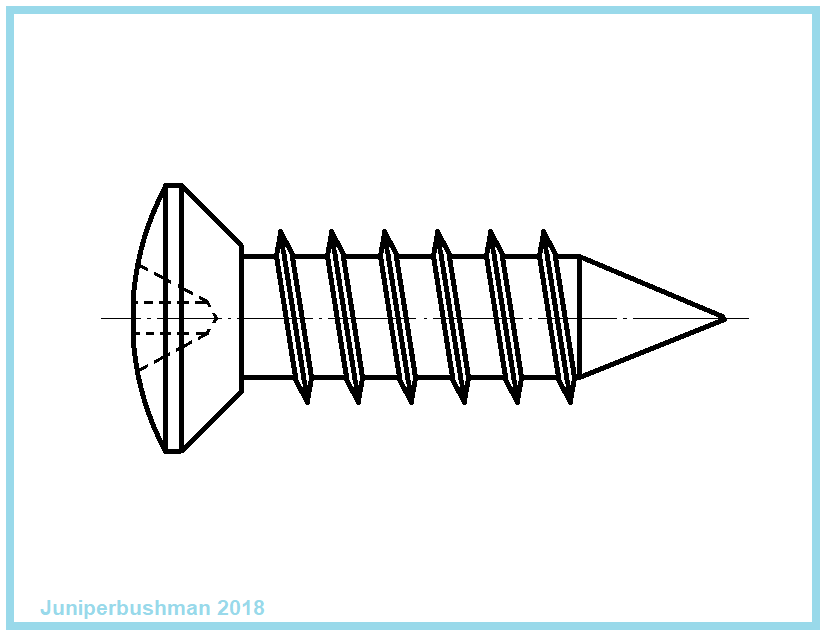
Samořezný šroub do plechu

Tyto šrouby mají vyšší ostrý profil závitu. Řezný kužel je krátký, ale stačí na proříznutí plechu. Šrouby pro silnější plechy mají špičku tupou a je třeba pro ně předvrtat otvor, menší než malý průměr závitu. Pro tenké plechy jsou určeny šrouby s ostrou špičkou. Ty jsou schopné při použití elektrického šroubováku nebo vrtačky provrtat a rozhrnout tenký plech. To platí například pro šrouby na montáž sádrokartonu na plechové profily tloušťky 0,6 mm.
Vyrábějí se z nízkouhlíkaté oceli (12 010), cementují se do hloubky 0,1 mm a kalí se 60 ÷ 65 HRC.
Normalizované jsou tyto tvary:
- se šestihrannou hlavou ČSN 02 1231 nahrazena ČSN EN 1479
- s válcovou hlavou s drážkou ČSN 02 1232 nahrazena ČSN EN 1481 (DIN 7971)
- se šestihrannou hlavou s přírubou ČSN 02 1233 nahrazena ČSN ISO 10509 (DIN 6928)
- se šestihrannou hlavou s nákružkem ČSN 02 1234 nahrazena ČSN ISO 7053
- s půlkulatou hlavou s křížovou drážkou ČSN 02 1235 nahrazena ČSN EN 7049 (DIN 7981)
- se zápustnou hlavou s drážkou ČSN 02 1236 nahrazena ČSN EN 1482 (DIN 7972)
- se zápustnou hlavou s křížovou drážkou ČSN 02 1237 nahrazena ČSN EN 7050 (DIN 7982)
- se zápustnou hlavou čočkovitou s drážkou ČSN 02 1238 nahrazena ČSN EN 1483 (DIN 7973)
- se zápustnou hlavou čočkovitou s křížovou drážkou ČSN 02 1239 nahrazena ČSN EN 7051 (DIN 7983)
- s půlkulatou hlavou Torx ČSN EN 14585
- se zápustnou hlavou Torx ČSN EN 14586
- se zápustnou hlavou čočkovitou Torx ČSN EN 14587
- s neztratitelnými podložkami ČSN EN 15480 (DIN 6601)

### Závitořezné šrouby

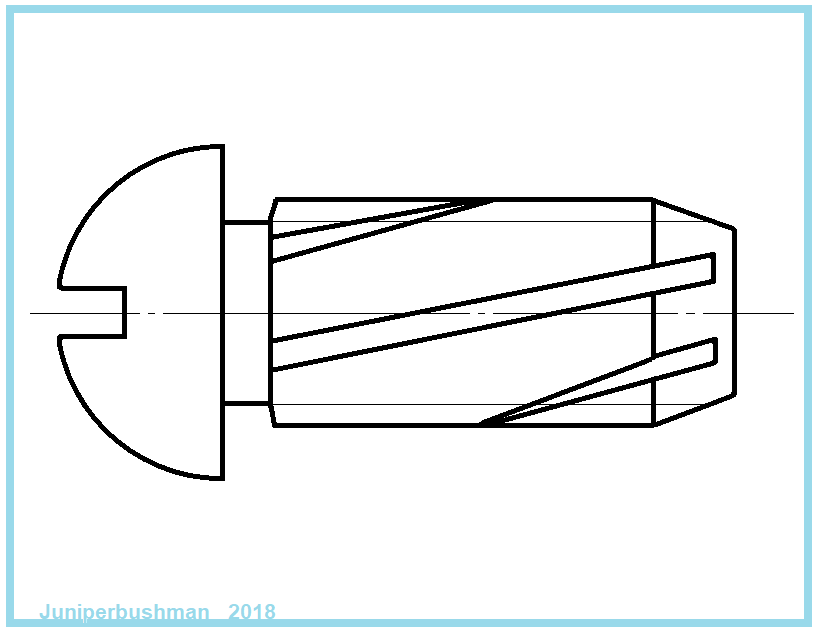
Závitořezný šroub

Tyto šrouby mají metrický závit přerušovaný ostrými drážkami, díky nimž si řežou v předvrtaném otvoru závit jako závitník. Kuželové sražení konce šroubu je v délce zhruba d/2. Tyto šrouby jsou určeny výhradně pro ruční zašroubování, proto se vyrábějí pouze s průchozí drážkou pro šroubovák. Protože jejich používání je na ústupu, nejsou standardizovány evropskou normou.
Vyrábějí se z nízkouhlíkaté oceli (12 010), cementují se do hloubky 0,1 mm a kalí se 60 ÷ 65 HRC.
Vyrábějí se se závity M 2,5 ÷ M 8.
Normalizovaná provedení:
- s válcovou hlavou ČSN 02 1226
- s půlkulatou hlavou ČSN 02 1227
- se zápustnou hlavou ČSN 02 1228
- se zápustnou čočkovitou hlavou ČSN 02 1229

S výjimkou normy ČSN 02 1227 pro ně platí DIN 7513

### Samovrtné šrouby

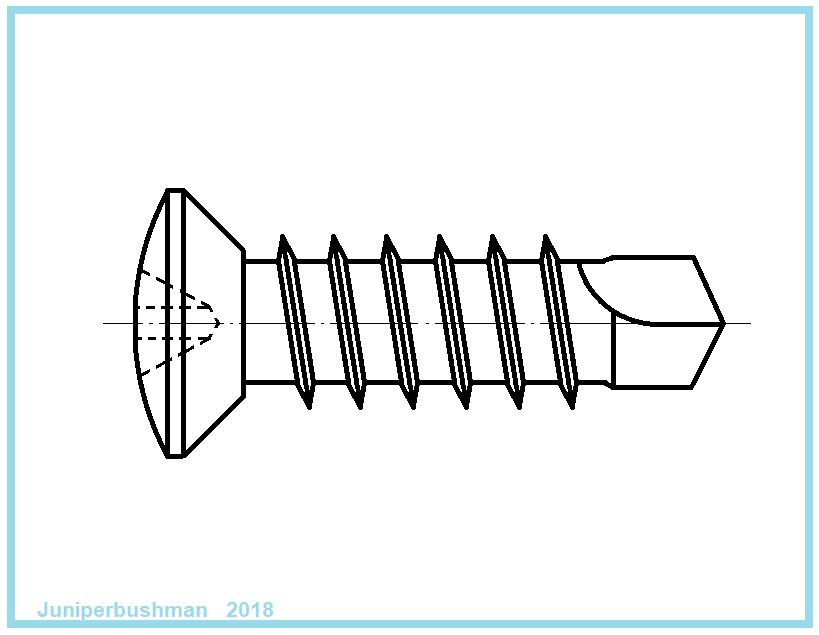
Samovrtný šroub

Tyto šrouby mají špičku upravenou jako vrták na jedno použití (někdy se označují jako šrouby TEX nebo šrouby se špičkou TEX). Lze je použít pro silnější materiály než šrouby do plechu, například pro tenkostěnné válcované a tažené profily. Závit mají shodný se šrouby do plechu.
Vyrábějí se v průměrech 3,3; 3,5; 3,9; 4,2; 4,8 a 6,3 mm.
Normalizovaná provedení:
(Souhrnně je stanoví norma DIN 7504)
- se šestihrannou hlavou s přírubou ČSN EN 15480
- se válcovou hlavou zaoblenou s křížovou drážkou ČSN EN 15481
- se zápustnou hlavou s křížovou drážkou ČSN EN 15482
- se zápustnou hlavou čočkovitou s křížovou drážkou ČSN EN 15483
- šrouby pro sádrokarton do nosníků s větší tloušťkou než 0,7 mm jsou stanoveny normou DIN 18182

### Šrouby samořezné speciální
Sem můžeme řadit samořezné šrouby určené pro zavrtání do konkrétního materiálu. Jejich použití je specifikováno a zaručeno výrobcem. Také jejich značení je stanoveno výrobcem, často jako chráněné označení patentovaného produktu.
Patří sem zejména šrouby určené pro různé stavební hmoty, jako je beton, cihly, plynosilikát, lamináty, lisované hmoty atd.